# Evangelische Kirche (Griedelbach)

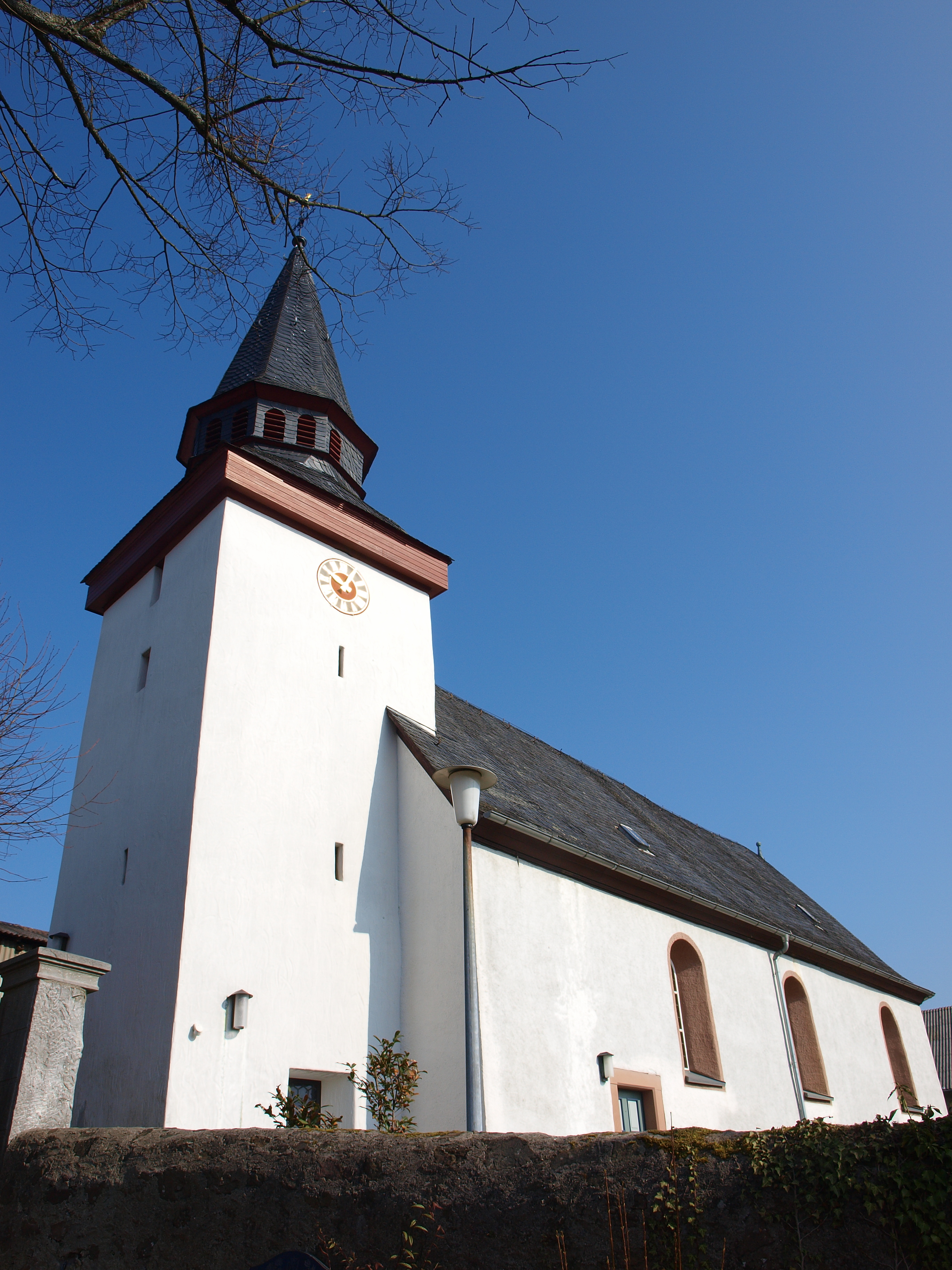
Evangelische Kirche Griedelbach

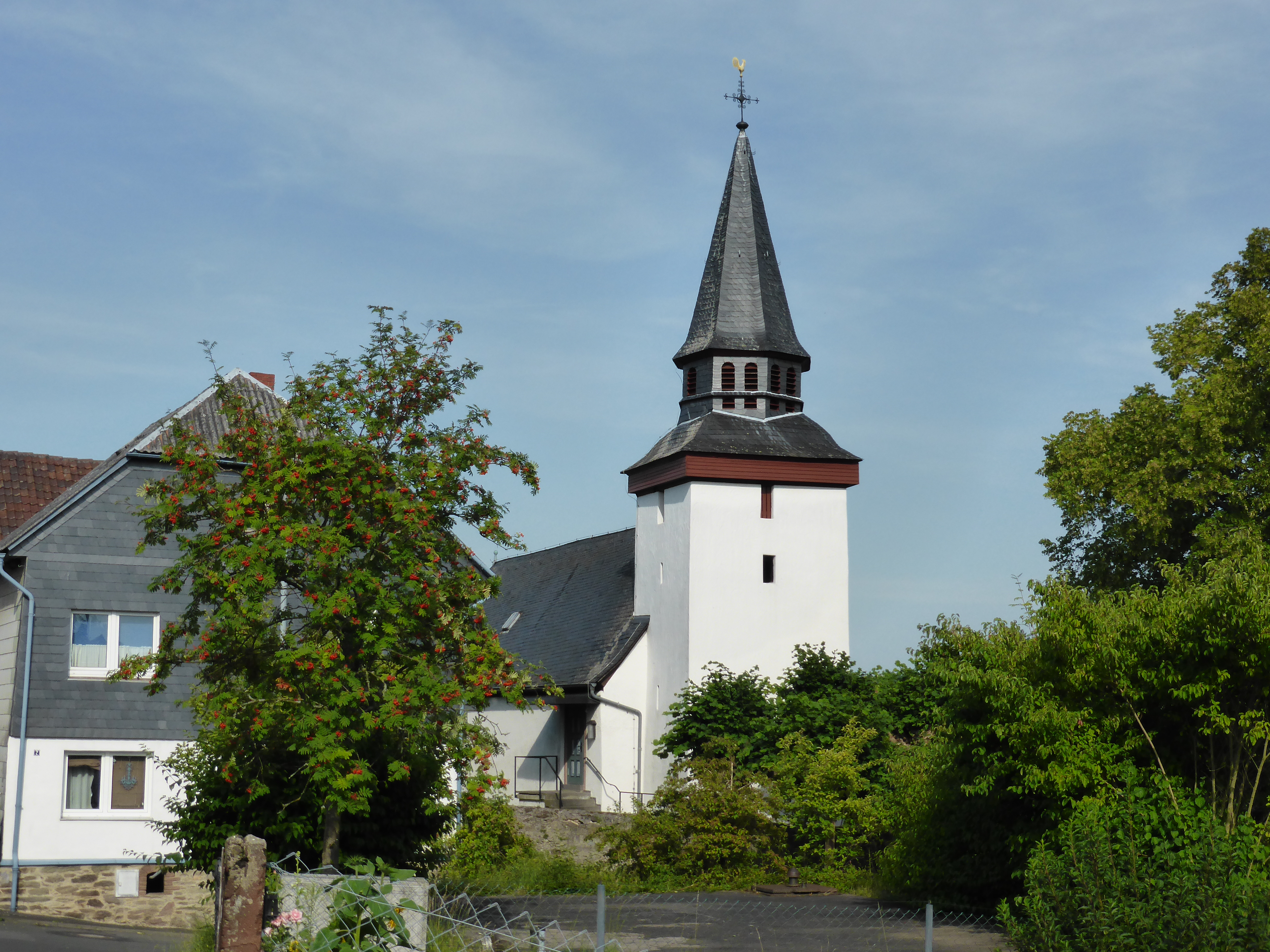
Ansicht von Westen

Die evangelische Kirche in Griedelbach in der Gemeinde Waldsolms im Lahn-Dill-Kreis ist eine im Kern romanische Saalkirche, die in der zweiten Hälfte des 17. Jahrhunderts barockisiert wurde. Das Gebäude ist aufgrund seiner geschichtlichen und städtebaulichen Bedeutung hessisches Kulturdenkmal.

## Geschichte
Im Jahr 1463 ist erstmals eine Pfarrei in Griedelbach nachgewiesen. 1489 gingen Subsidien an den Wetzlarer Archipresbyter ein. Der Ort gehörte im Mittelalter zum Archipresbyterat Wetzlar im Archidiakonat St. Lubentius Dietkirchen in der Erzdiözese Trier.
Die Reformation wurde wohl in der Mitte des 16. Jahrhunderts eingeführt. Griedelbach bildete bis 1558 eine eigene Pfarrei und wurde anschließend Filiale von Oberwetz.
In der zweiten Hälfte des 17. Jahrhunderts erfuhr die mittelalterliche Kirche einen eingreifenden Umbau im Stil des Barock. Am 12. Juli 1802 entging sie durch den beherzten Einsatz einiger Nachbarn nur knapp einem Dorfbrand.
Unter Johannes Koch, der 1927 in der Doppelgemeinde Oberwetz-Griedelbach seine erste Pfarrstelle innehatte, schloss sich das Presbyterium 1934 der Bekennenden Kirche des Rheinlands an. 28 Einwohner Griedelbachs und 27 von Oberwetz protestierten in einem Schreiben vom 22. Dezember 1935 an den Reichskirchenausschuss gegen den einstimmigen Beschluss des Presbyteriums. Einen Treueeid auf den Führer, den der Berliner Oberkirchenrat Friedrich Werner am 20. April 1938 von allen Pfarrern der Evangelischen Kirche der altpreußischen Union forderte, verweigerten Koch wie auch acht andere Pfarrer der Braunfelser Pfarrerbruderschaft. Koch, der sich auch für Juden einsetzte, erlebte Denunziationen, Vernehmungen und Behinderungen seiner Arbeit. Er wurde am 6. September 1939 zur Wehrmacht eingezogen, im Oktober 1940 entlassen und 1941 nach Gruiten versetzt.
Im Jahr 2020 erfolgte eine umfassende Außensanierung, bei der die Dächer saniert und neu verschiefert wurden. Schäden an der Mauer wurden beseitigt und der Verputz erneuert.
Die evangelische Kirchengemeinde Waldsolms-Nord umfasst die Dörfer Kraftsolms, Kröffelbach und Griedelbach. Sie gehört heute zum Evangelischen Kirchenkreis an Lahn und Dill in der Evangelischen Kirche im Rheinland.

## Architektur

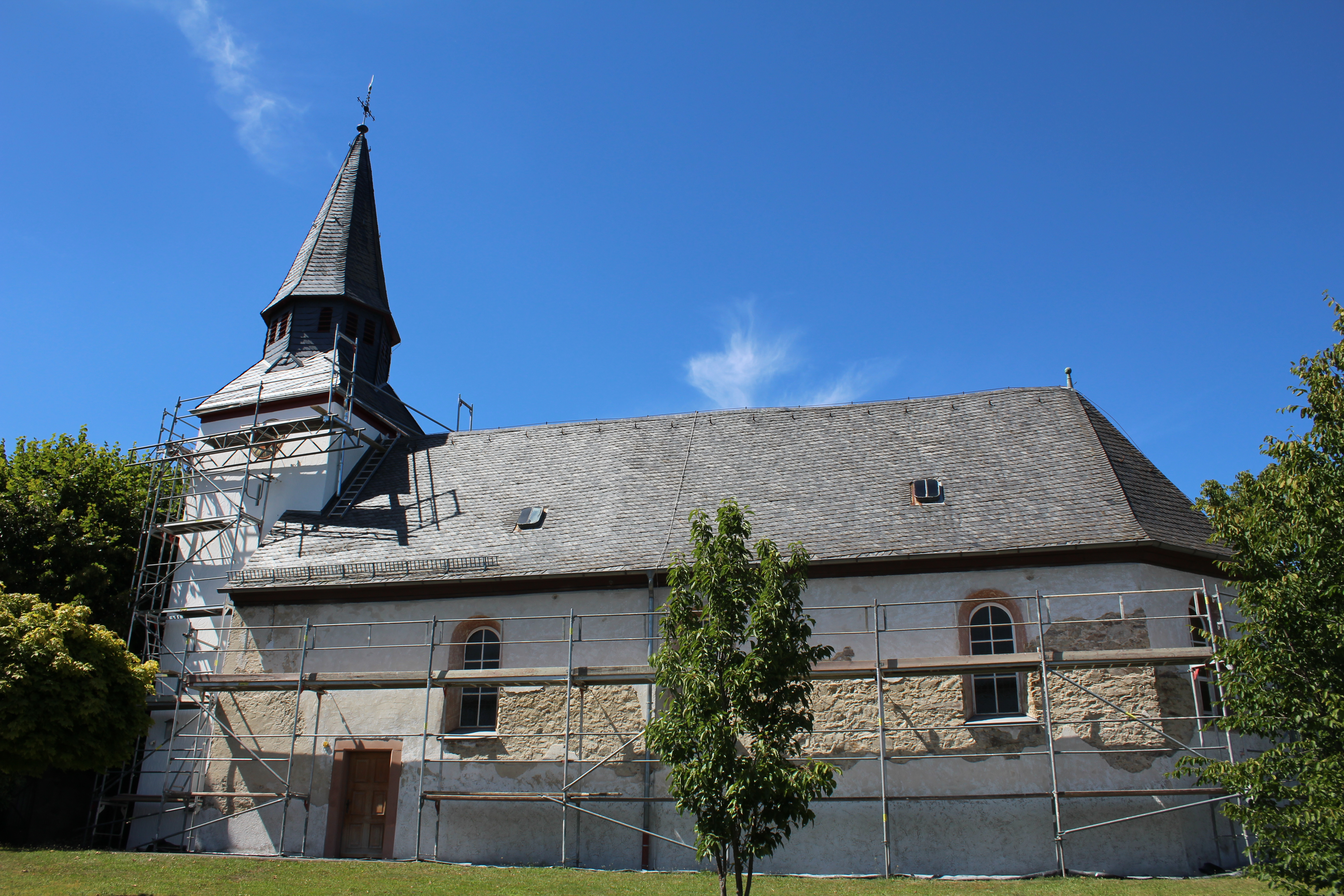
Ansicht von Süden während der Außensanierung 2020

Der nicht exakt geostete, sondern nach Ost-Nordost ausgerichtete Saalbau mit verschiefertem Satteldach ist auf einer kleinen Anhöhe im Ortszentrum aus weiß verputztem Bruchsteinmauerwerk errichtet. Die Kirche wird von einem Friedhofsgelände umgeben, dessen Mauern teilweise erhalten sind.
Wohl aus romanischer Zeit stammt der wehrhafte Westturm auf quadratischem Grundriss mit Schlitzscharten. Er ist gegenüber dem Schiff eingezogen und etwas in dieses eingebunden. Die Turmhalle ist tonnengewölbt und war wie in Brandoberndorf ursprünglich nur durch das Kirchenschiff zugänglich. Heute wird sie durch ein hochrechteckiges Südportal erschlossen. An der Südseite ist das Zifferblatt der 1718 eingebauten Turmuhr angebracht. Der Turmaufbau geht auf das 17. Jahrhundert zurück. Über einem flachen Zeitdach erhebt sich eine Laterne mit zahlreichen kleinen Schallöffnungen für das Geläut. Der oktogonale Spitzturm wird von einem Turmknauf, einem verzierten Kreuz und einem Wetterhahn bekrönt.
Der im Kern mittelalterliche Saalbau auf rechteckigem Grundriss mit dreiseitigem Ostschluss erhielt seine heutige Gestalt durch die barocke Umgestaltung in der zweiten Hälfte des 17. Jahrhunderts. Er wird von einem verschieferten Satteldach bedeckt, dessen Dachfirst nicht die Turmtraufe erreicht. Fünf rundbogige Fenster in der Süd- und Ostseite belichten das Schiff. Die Nordseite ist fensterlos. Ein hochrechteckiges Südportal mit schlichtem Sandsteingewände erschließt die Kirche, über eine Außentreppe führt ein Nordportal auf die Empore.
Eine Gedenkstätte erinnert an die Toten aus den beiden Weltkriegen.

## Ausstattung

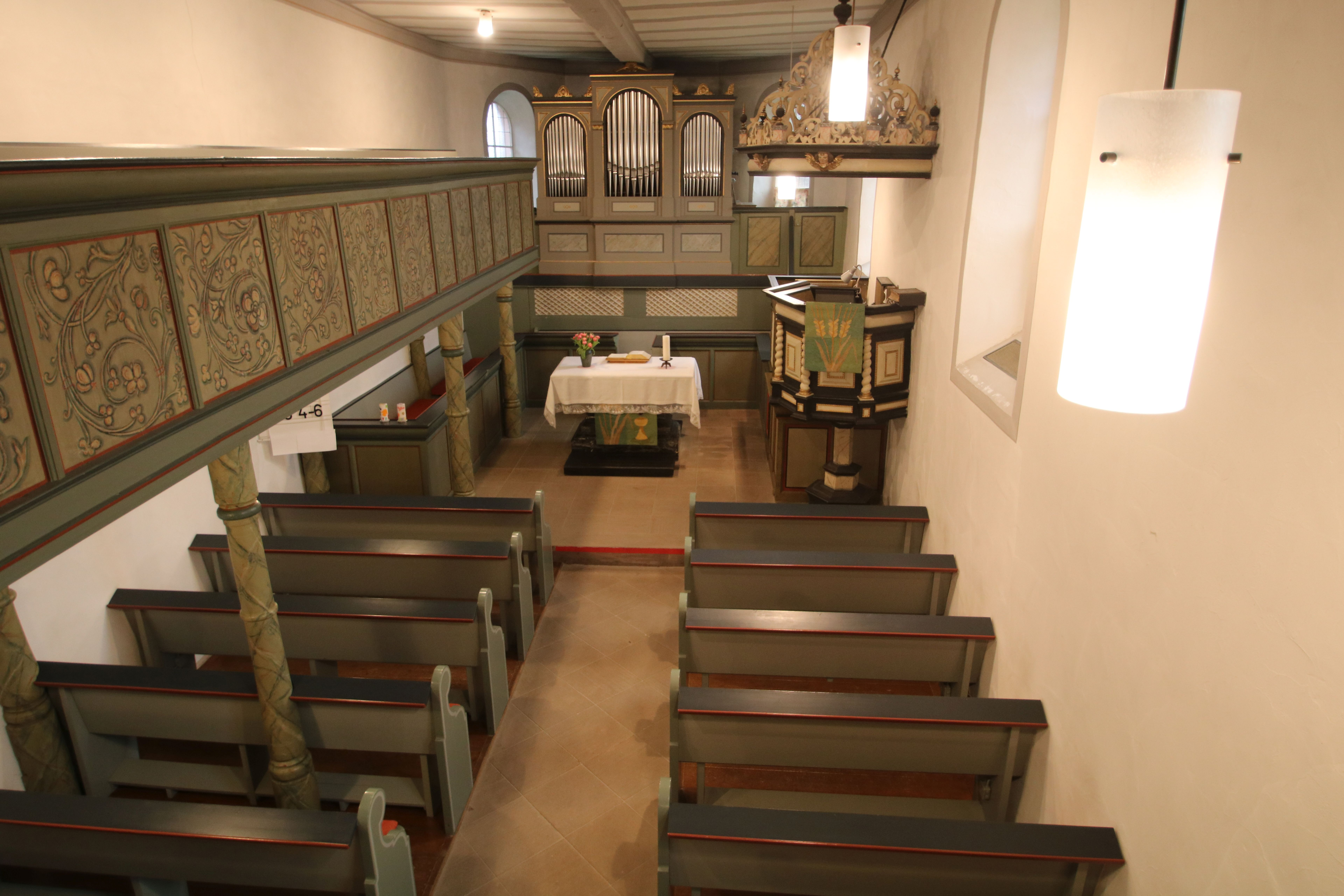
Innenraum Richtung Orgelempore

Die Kirchenausstattung ist entsprechend reformierter Tradition schlicht gehalten. Sie wird von Grüntönen beherrscht. Die Flachdecke wird von einem Längsunterzug gestützt.
Die Winkelempore im Nordwesten ruht auf gegliederten, gedrechselten Säulen und hat querrechteckige Füllungen mit Rankenmalerei. Die niedrigere Ostempore dient als Aufstellungsort für die Brüstungsorgel und hat seitlich der Orgel je zwei hochrechteckige Füllungen mit Marmorbemalung. Unter der Orgelempore ist eine Sakristei durch eine Wand abgetrennt, die im oberen Bereich durchbrochenes Rautenwerk hat. Davor ist an der Südwand ein Pfarrstuhl eingebaut, der den Zugang zur Kanzel gewährt. Die polygonale hölzerne Kanzel wurde um 1700 gefertigt. Sie steht auf einem sechseckigen Fuß. Die Kanzelfelder mit viereckigen profilierten Füllungen werden durch gedrehte Säulen gegliedert. Der Schalldeckel ist möglicherweise jünger als der Kanzelkorb. Der Deckel hat an den Ecken vergoldete geflügelte Engelköpfe und einen hohen Aufbau aus flachgeschnitztem Ranken und Voluten. Der Abendmahlstisch aus schwarzem Lahnmarmor stammt aus dem 18. Jahrhundert. Das hölzerne Kirchengestühl lässt einen Mittelgang frei.
Zwischen dem Emporenaufgang und der Sakristei ist die Gedenktafel aus dem Anfang des 19. Jahrhunderts angebracht, die an Johann Peter Schmidt und Johann Philipp Bangel erinnert, die 1802 den Brand der Kirche verhinderten. Ursprünglich war sie in der Friedhofsmauer aufgestellt. Vermutlich gelangte sie mit der Auflassung des Friedhofs in die Kirche. Sie trägt die Inschrift: „Ich nenne der Nachwelt zwei ädle Männer Johann Peter Schmidt zu Oberwetz und Johann Philipp Bangel zu Kraftsolms, welche bei dem fürchterlichen Brand zu Griedelbach vom 11. bis 12. Juli 1802 das Feuer in der Turmspitze mit Gefahr des Lebens löschten und dieses Gotteshaus retteten.“

## Orgel

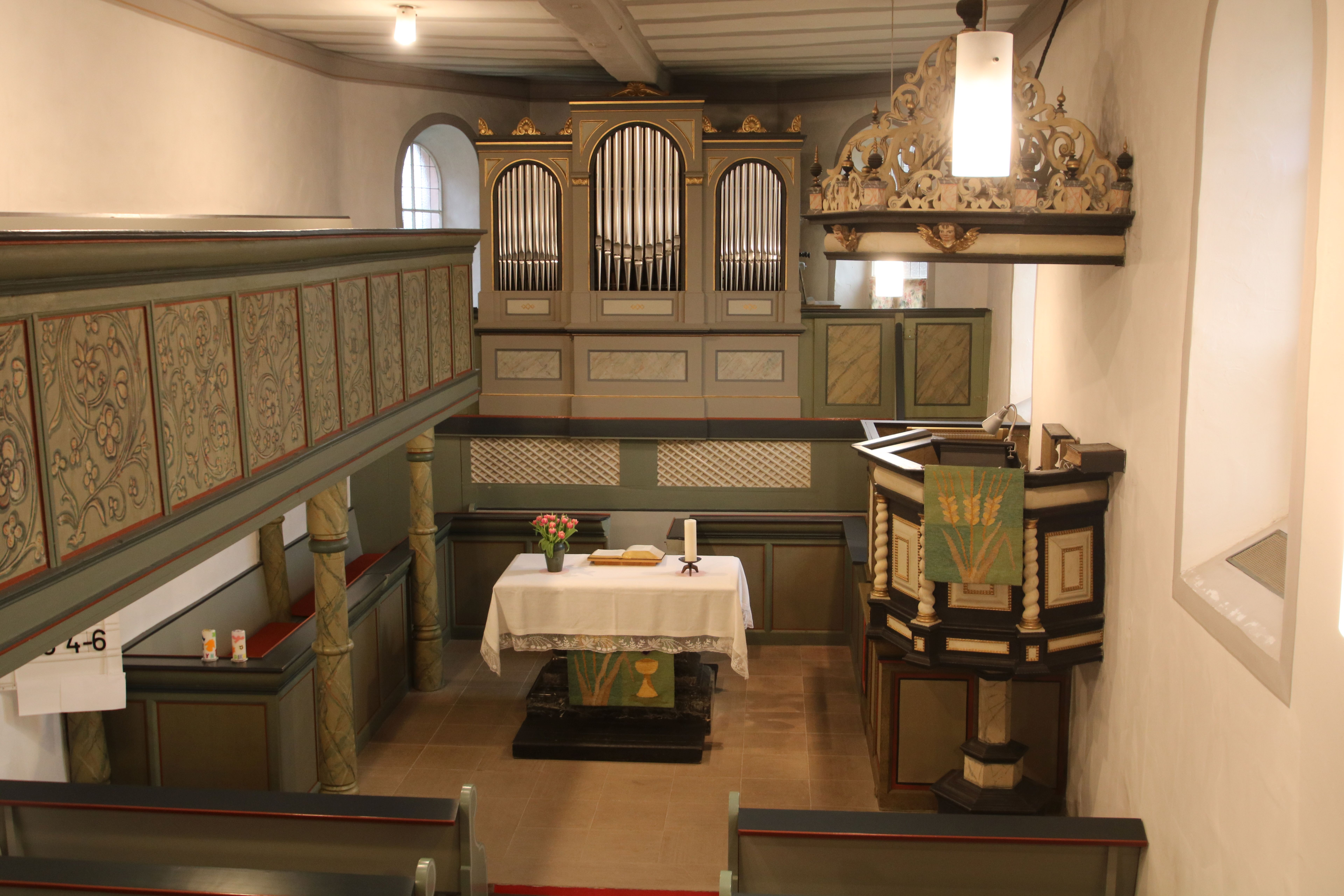
Raßmann-Orgel von 1884

Im Jahr 1800 ist von einem schlechten Zustand der Orgel die Rede. Orgelbauer Dreuth legte einen Kostenvoranschlag vor, der von der Gemeinde von 250 auf 180 Gulden heruntergehandelt wurde. Die Orgel war hinterspielig und verfügte über sechs Register auf einem Manual. Der Spieltisch sollte an die Seite verlegt, die Bassoktave um die fehlenden Töne Cis und Dis ausgebaut, ein Manualregister ausgetauscht und ein selbstständiges Pedal angebaut werden. Abicht spricht 1836 von einer „ziemlich guten Orgel“.
Gustav Raßmann baute 1884 eine Orgel mit acht Registern auf einem Manual und Pedal. Der Prospekt hat zeittypisch drei Rundbogenfelder, dessen mittleres Pfeifenfeld überhöht ist. Nach einem Umbau durch Orgelbau Hardt in den 1960er Jahren folgte 1999 eine Restaurierung durch Förster & Nicolaus Orgelbau. Die Disposition lautet wie folgt:
| I Manual C– |       |
| Principal   | 8′    |
| Gedackt     | 8′    |
| Principal   | 4′    |
| Flöte       | 4′    |
| Octave      | 2′    |
| Mixtur IV   | 1 ⁄3′ |

| Pedal C–   |     |
| Subbass    | 16′ |
| Choralbass | 4′  |

## Geläut
Der Kirchturm beherbergt ein Dreiergeläut. Die älteste Glocke ist die 1494 gegossene Maria-Glocke. Sie wurde ursprünglich für Nieder-Bessingen gegossen und diente 1717 den Griedelbachern als Unterpfand für ein Darlehen. Als es nicht zur Rückzahlung kam, verblieb die Glocke in Griedelbach und wurde im Kirchturm aufgehängt. M. C. Lemiral aus Bonn goss 1663 eine Glocke, die 1884 durch eine von Rincker ersetzt wurde. Die Rincker-Glocke wurde im Ersten Weltkrieg zu Kriegszwecken abgeliefert und nach dem Krieg ersetzt. Die kleinste Glocke aus dem Jahr 1780 stammt von Johann Philipp und Johann Peter Bach aus Hungen.
| Nr. | Name  | Gussjahr | Gießer                                       | Durchmesser (mm) | Schlagton | Bild |
| --- | ----- | -------- | -------------------------------------------- | ---------------- | --------- | ---- |
| 1   | Maria | 1494     | unbezeichnet                                 | 900              | b1        |      |
| 2   |       | 1959     | Rincker, Sinn                                |                  | des2      |      |
| 3   |       | 1780     | Johann Philipp und Johann Peter Bach, Hungen | 640              | es2       |      |